# Vítor Serrão
Vitor Manuel Guimarães Veríssimo Serrão ComSE, noto come Vítor Serrão (Tolosa, 28 dicembre 1952) è un docente e storico dell'arte portoghese.

## Biografia
Nato a Tolosa, figlio di Joaquim Veríssimo Serrão, ottiene il dottorato in storia dell'arte all'Università di Coimbra. Serrão è professore presso la Facoltà di Lettere dell'Università di Lisbona, dove dirige l'Istituto di Storia dell'arte e la relativa rivista, Artis. Ha avviato molti progetti sulla storia dell'arte, la conservazione e il restauro, oltre che all'organizzazione di esposizioni, congressi e seminari. La sua vasta bibliografia verte principalmente sul manierismo e il barocco portoghese.
Serrão è membro dell'Accademia portoghese di Storia, dell'Accademia delle scienze di Lisbona e dell'Accademia delle Belle Arti. È membro inoltre della Direzione generale degli edifici e monumenti nazionali e del Consiglio editoriale dell'Archivio spagnolo d'arte.
Ricevette il Premio Nazionale José de Figueiredo dall'Accademia delle Belle Arti per il libro O Maneirismo e o Estatuto Social dos Pintores Portugueses, il Premio APOM per il miglior catalogo 1995, con la pubblicazione di A Pintura Maneirista em Portugal - arte no tempo de Camões e il Premio Nazionale Gulbekian di Storia dell'arte per l'opera Josefa de Óbidos e o tempo barroco.
Il 6 giugno 2008 viene nominato Commendatore dell'Ordine di San Giacomo della Spada.

## Opere
- Marcos de Magalhães : arquitecto e entalhador do ciclo da Restauração : 1647-1664 (1983);
- O maneirismo e o estatuto social dos pintores portugueses (1983);
- O essencial sobre Josefa d'Óbidos (1985);
- Sintra (1989);
- Santarém (1990);
- A pintura maneirista em Portugal (1991);
- Estudos de pintura maneirista e barroca (1989);
- A lenda de São Francisco Xavier pelo pintor André Reinoso : estudo história, estético e iconológico de um ciclo barroco existente na Sacristia da Igreja de São Roque (1993);
- André Padilha e a pintura quinhentista : entre o Minho e a Galiza (1998);
- A pintura protobarroca em Portugal : 1612-1657 : o triunfo do naturalismo e do tenebrismo (2000);
- Josefa em Óbidos (2000);
- Sé Catedral de Lisboa (2000);
- A Capela Dourada de Santarém : capela dos terceiros seculares da Ordem de S. Francisco (2008);
- A pintura Maneirista e Proto-Barroca (2009).